# Institutet för mediestudier
Institutet för mediestudier är en svensk ideell förening som bedriver forskning om journalistikens förutsättningar och arbetsvillkor. Institutet grundades 1999 med syftet att analysera journalistikens utmaningar, styrkor och svagheter samt att bidra till en saklig diskussion om mediernas roll i samhället.

## Verksamhet
Institutet är partipolitiskt obundet och arbetar genom rapporter, seminarier och debattartiklar. De publicerar återkommande rapporter om journalistikens ekonomiska villkor, medieetik och politikens påverkan på nyhetsagendan. Bland de återkommande rapporterna finns Vita fläckarna, som kartlägger var i Sverige nyhetsredaktioner saknas, samt en årlig mätning av samhällsjournalistikens andel av den totala reklammarknaden. 
Sedan 2014 är Institutet för mediestudier ansvarig för Medievalsundersökningarna, som inleddes 1979 vid Göteborgs universitet, och som granskar nyhetsrapporteringen under valrörelsernas sista fyra veckor. 
Institutets rapporter används inom journalistutbildningar, och tillhörande seminarier läggs upp på  föreningens YouTube-kanal och återsänds ofta av SVT Forum.
Föreningen finansieras av forskningsstiftelser, företag och organisationer. Bland finansiärerna återfinns Carl Bennet AB, Investor AB, LO, TCO, Svenskt Näringsliv, Riksbankens Jubileumsfond och Stiftelsen Natur & Kultur.
Institutet sitt har säte i Stockholm styrs av en styrelse samt ett vetenskapligt råd bestående av akademiker. Sedan 2022 är Ulrika Beck-Friis föreståndare.

## Ledning

### Föreståndare
- Gunilla Jarlbro (1999–2005)
- Birgitta Ney (2005–2009)
- Torbjörn von Krogh (2009–2014)
- Lars Truedson (2014–2022)
- Ulrika Beck-Friis (2022–)

### Styrelseordförande
- Gunnar Fredriksson (1999–2006)
- Joachim Berner (2007–2011)
- Lars Ilshammar (2011–2013)
- Helena Stålnert (2013–2020)
- Karin Hübinette (2020–)

### Institutets vetenskapliga råd
Institutets vetenskapliga råd består av akademiker verksamma inom journalistik, medievetenskap och juridik.
- Annika Bergström, professor, JMG, Göteborgs universitet
- Bengt Johansson, professor i journalistik och masskommunikation vid JMG, Göteborgs universitet.
- Michael Karlsson, professor i medie- och kommunikationsvetenskap, Karlstads universitet
- Jonas Ohlsson, föreståndare för Nordicom
- Ester Pollack, professor emerita i journalistik
- Kristina Riegert, professor i journalistik vid Södertörns högskola
- Mårten Schultz, professor i civilrätt vid Stockholms universitet
- Jesper Strömbäck, professor i journalistik och politisk kommunikation vid JMG, Göteborgs universitet
- Jenny Wiik, docent i medie- och kommunikationsvetenskap vid JMG, Göteborgs universitet